# Українська Церква Християн Віри Євангельської
Українська Церква Християн Віри Євангельської (УЦХВЄ) — найбільше всеукраїнське об'єднання п'ятидесятницьких громад (християн віри євангельської), 27 об'єднань, у тому числі, обласні об'єднання церков ХВЄ, АР Крим і Київське міське об'єднання на 1 січня 2023 р. нараховувала 1755 помісних церков та 105 988 членів церкви.

## Назва об'єднання
До 1 квітня 2004 р. об'єднання носило назву Всеукраїнський союз церков християн віри євангельської (п'ятидесятників). 1 квітня 2004 р. на позачерговому з'їзді, що проходив у Чернівцях, було прийняте рішення про зміну назви на Церкву християн віри євангельської України.
16 травня 2017 року Міністерство культури України затвердило нову редакцію Статуту братерства, згідно з якою  назву було змінено на «Українська Церква Християн Віри Євангельської» (УЦХВЄ). Офіційна назва англійською мовою «Ukrainian Pentecostal Church».

## Історія створення (відновлення)
Див. П'ятидесятництво в Україні
У післявоєнний період п'ятидесятники було роздрібленими на кілька об᾽єднань, де були свої визнані керівники. Загального центру не існувало. Значна частина церков входила у ВСЄХБ (рос.абревіатура — Всесоюзный союз евангельских христиан-баптистов), у якому працювали деякі керівники, що представляли п'ятидесятницькі церкви (Г. Г. Понурко, Д. І. Пономарчук, Д. Л. Вознюк, Р. І. Білас, В. С. Глуховський). Починаючи з 1968 року була дозволена реєстрація п'ятидесятницьких церков незалежно від ВСЕХБ. За станом на 1989 рік в Україні існувало близько 200 автономно зареєстрованих церков п'ятидесятників, діяльність яких координувала Рада Пресвітерів, у складі якої були В. І. Озеруга, Ф. А. Вознюк, Н. П. Рещиковець, П. В. Сердіченко, Я. Д. Кобилінский. Інші церкви не були зареєстровані, однак мали свій керівний центр (В. І. Бєлих, І. А. Левчук, І. П. Федотов, В. Г. Мурашкін, І. І. Южаков, В. Г. Прудников, Я. Г. Приходько, М. М. Камінський, М. А. Мельник та ін.)
У період після перебудови почалася робота з відновлення діяльності Союзу п'ятидесятників, що була організована оргкомітетом, до складу якого входили: Р. І. Білас, В. М. Боєчко, А. С. Гринчук, Н. А. Гущин, А. П. Ільчук, М. М. Камінський, Ф. К. Марчук, М. А. Мельник, В. І. Озеруга, Н. П. Рещиковець, П. В. Сердіченко, С. П. Цвор, Г. Ф. Черненко.
25-26 травня 1990 року в Коростені був проведений Всеукраїнський з'їзд, на якому була відновлена діяльність Союзу християн віри євангельської (п'ятидесятників), що об'єднав у своїх рядах помісні церкви, що належали раніше до різних груп: зареєстрованих у ВСЄХБ, зареєстрованих автономно і незареєстрованних церков ХВЄ і ХЄВ. Об'єднання отримало назву Всеукраїнський союз церков християн віри євангельської (п'ятидесятників) і стало правонаступником Всепольського Союзу християн віри євангельської. Головою відновленого Союзу був обраний Микола Адамович Мельник, який залишався на цій посаді до 1998 року.
Союз церков христан віри євангельської України при відновленні своєї діяльності в 1990 році нараховував близько 430 церков з 55 тис. членів.
19-21 травня 1998 р. на Всеукраїнському з'їзді, що відбувся в Києві, головою ВСЦХВЄп обрано Михайла Степановича Паночка, який переобирався на черговий термін під час чергових з'їздів у 2002, 2006, 2010, 2014 та 2018 роках.
1 квітня 2004 р. на позачерговому з'їзді, що проходив у Чернівцях, прийняте рішення про зміну назви на Церкву християн віри євангельської України.
Із 16 травня 2017 року  назву було змінено на «Українська Церква Християн Віри Євангельської» (УЦХВЄ).
На Всеукраїнській звітно-виборній конференції що проходила 17-19 травня 2023 року старшим єпископом УЦХВЄ став Козачок Анатолій Миколайович.

## Віровчення
Див. Віровчення Церкви ХВЄ України [Архівовано 15 липня 2018 у Wayback Machine.]

## Підпорядкування обласних об'єднань та місцевих громад Українській Церкві ХВЄ

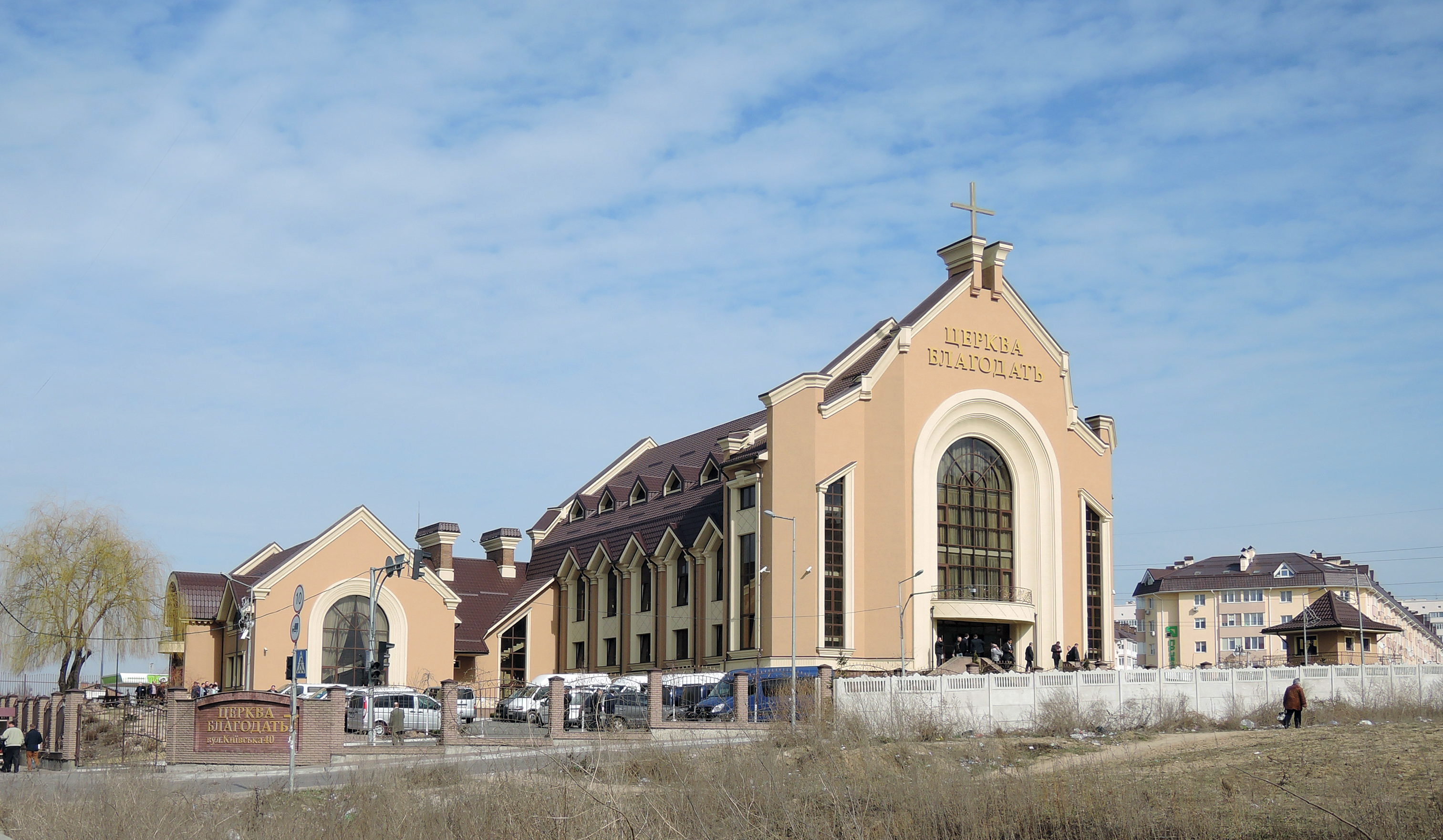
Дім молитви церкви «Благодать», с. Софіївська Борщагівка

Згідно уставу Церкви обласні об'єднання і місцеві громади входять до складу УЦХВЄ на добровільних засадах. Духовні, організаційні, фінансові та господарські питання вирішуються кожною місцевою громадою на засадах самоврядування. Хоча Церква має спільне для всіх громад віровчення, на практиці кожна громада може мати свої історичні чи географічні особливості щодо другорядних питань, які не суперечать віровченню. Рішення, які приймаються правлінням чи комітетом Української Церкви ХВЄ носять, як правило, рекомендаційний характер. Кожна місцева громада має право самостійно входити чи виходити зі складу УЦХВЄ.

## Керівні органи
Головним керівним органом УЦХВЄ є звітно-виборні конференції, які проводяться щорічно. В період між з'їздами керівними органами є правління та комітет Церкви, яким підпорядковується старший єпископ УЦХВЄ.
До складу правління входять: старший єпископ УЦХВЄ, перший заступник старшого єпископа, регіональні заступники старшого єпископа, скарбник та голова ревізійної комісії.
До складу комітету входять члени правління, голови обласних об'єднань, заступники голів найбільших обласних об'єднань, керівники відділів, члени Ради старійшин, головний редактор журналу «Благовісник».

## Голова Української Церкви ХВЄ
Голова УЦХВЄ обирається з'їздом на 4-річний термін з правом подальшого переобрання. Згідно Уставу Церкви ним може бути обраний будь-який служитель.
Офіційна назва посади голови об'єднання: старший єпископ (що одночасно є і духовним саном)
З 18 травня 2023 року старшим єпископом УЦХВЄ є Анатолій Миколайович Козачок.

## Поширення і чисельність віруючих
В УЦХВЄ  діє фіксоване членство.
Українська Церква ХВЄ  діє у всіх областях країни. За кількістю громад лідирують Рівненська, Волинська, Чернівецька та Тернопільська області. Після анексії Криму Росією статус церков союзу в автономній республіці Крим і Севастополі залишається неврегульованим; юридично кримські громади змушені перереєстровуватися, щоб не залишитися поза законом, фактично залишаються в складі УЦХВЄ.
До складу Церкви також входять церкови в Польщі, Іспанії, Німеччині та Бельгії, які засновані українськими заробітчанами та реемігрантами з Радянського Союзу.

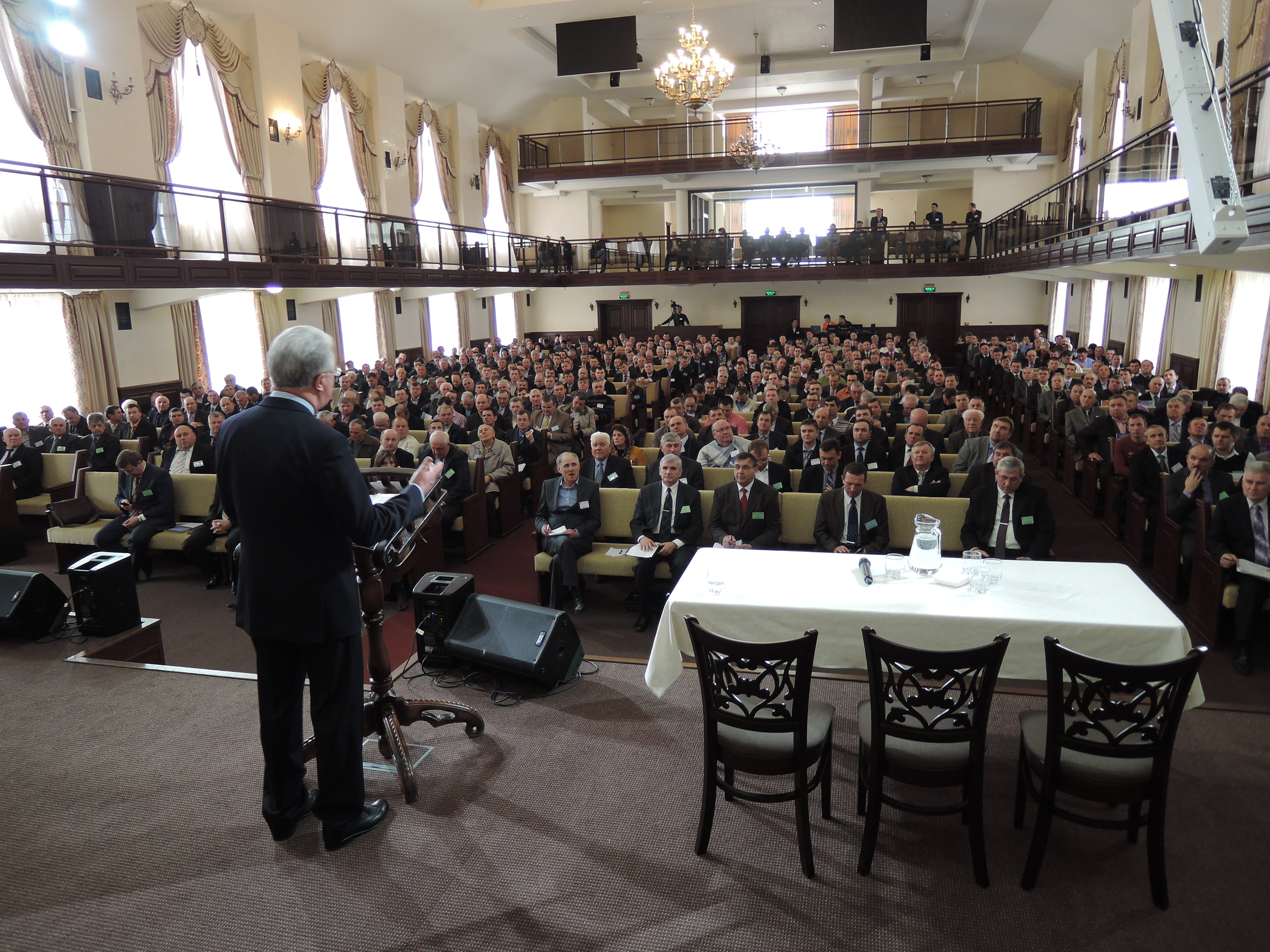
Звіт старшого єпископа Церкви ХВЄ України Михайла Паночка на щорічній конференції, 26 березня 2015 р., м. Київ

За кількістю офіційно зареєстрованих релігійних об'єднань УЦХВЄ знаходиться на п'ятому місці в країні. Якщо в 1990 році союз об'єднував 430 громад з 55 тис. членами, то до 1999 року він збільшився до 901 громади з 88 тис. членами. На 1 січня 2018 р. нараховувала 1655 помісних церков та 114 895 членів церкви.

## Зовнішнє представництво
Українська Церква ХВЄ входить до Міжнародної асоціації християн віри євангельської.
УЦХВЄ є членом Всеукраїнської ради церков та релігійних організацій, Всеукраїнської ради протестантських церков, Українського Біблійного товариства, Громадської ради з питань співпраці з релігійними організаціями при Міністерстві закордонних справ України.

## Соціальне служіння
Українська Церква ХВЄ від початку 1990-х років і дотепер проводить активну соціальну роботу. При об'єднанні працює відділ соціального служіння. Близько 30 місій всеукраїнського та регіонального масштабу працюють в сфері надання гуманітарної, лікарської допомоги малозабезпеченим, неповносправним, потерпілим від природних чи техногенних катастроф. Діє близько 70 реабілітаційних центрів для нарко- та алкоголезалежних. Церква стала ініціатором створення  місії «Духовна та благодійна опіка в місцях позбавлення волі» для роботи в пенітенціарних закладах, є одним із засновників громадської організації християнських центрів реабілітації. В рамках співпраці з альянсом «Україна без сиріт» ведеться робота по заохоченню віруючих створювати будинки сімейного типу та брати на усиновлення сиріт. При обласних об'єднаннях та місцевих громадах діє близько 30 дитячих будинків різного типу.
УЦХВЄ має також потужне капеланське служіння. Окрім надання духовної та морально-психологічної підтримки військовослужбовцям, які знаходяться безпосередньо в районах проведення АТО, військові капелани УЦХВЄ надають душпастирську опіку та необхідну морально-психологічну та матеріальну допомогу військовослужбовцям, які проходять лікування та реабілітацію у Ірпінському військовому госпіталі. В разі необхідності, військові капелани УЦХВЄ направляють військовослужбовців, які повернулися з зони АТО, на проходження курсу соціальної реабілітації в існуючих стаціонарних реабілітаційних центрах Об'єднання.

## Місіонерська діяльність
Українська Церква ХВЄ проводить активну місіонерську діяльність через місцеві громади, місіонерські організації та окремих місіонерів.
При УЦХВЄ діють 2 основні місіонерські організації: «Місія Голос надії» (Луцьк) та «Добрий самарянин» (Рівне).

## Видання
Українська Церква ХВЄ має офіційне друковане видання журнал «Благовісник» (редактор Юрій Вавринюк) та газету «За віру євангельську».
Крім того близько 30 періодичних видань видаються силами обласних об'єднань, місій та громад.

## Календар

#### П'ятидесятництво
6 липня 2022 року комітет Української Церкви Християн Віри Євангельської (УЦХВЄ) погодив рекомендацію церквам використовувати єдиний григоріанський календар фіксованих християнських свят разом з більшістю християн світу:
|                  | Сьогодні Україна відмовляється від минулого, яке пов’язує її з російською, євразійською та альтернативною до Заходу культурою. Календарне розділення в християнському світі було одним із елементів цивілізаційної тотожності з росією та її геополітичним протиставленням Європі. Поступово дедалі більше українських християн обирають єдність із Заходом, а нинішня [російсько-українська] війна лише актуалізувала це прагнення. |
| — зазначає УЦХВЄ | |